# وداعا للتهليل
وداعاً للتهليل (بالإنجليزية: Goodbye Lullaby)‏ هو الألبوم الرابع للمغنية الكندية آفريل لافين. صدر الألبوم في 2 مارس 2011 بواسطة تسجيلات ار سي ايه. صدر الألبوم بعد 4 سنوات من البومها السابق أفضل شيء ملعون في 2007. بدأت عمليات التسجيل من نوفمبر 2008 وانتهت في أكتوبر 2010. الألبوم أساساً عن ضيق الصدر ومعرفة ماهيته للخروج من الأوقات الصعبة أكثر قوة؛ لذا فهي تحتوي على تجريدات منخفضة بالآلات مثل البيانو والغيتار. شاركت لافين في كتابة كل الأغاني، مع كتابة أغنيتين من الألبوم وحدها، كما عملت مع المنتجين ماكس مارتن، وشيلباك، وبوتش ووكر، بالإضافة إلى زوجها السابق ديريك ويبلي.

## التسجيل
بدأت عملية تسجيل الألبوم في 2 نوفمبر 2008 في استوديو منزل آفريل لافين بعد شهر من إنهاء ذا بست دامن تور، وقد بدأت بأغنية بلاك ستار. وقد تم استعمال أدوات قليلة في البداية؛ حيث كانت لافين تغني مع العزف على الإيتار، ثم أضيفت بعض المعدات في وقت لاحق. وبحلول يوليو 2009، كان قد تم تسجيل 9 أغاني، من ضمنها فاين، وإيفريبودي هرتس، ودارلن. عملت لافين مع ديريك ويبلي في معظم الأغاني، كما أنتجت أغنيتين وحدها، وفي هذا الألبوم عملت لأول مرة مع شيلباك وماكس مارتن.

## الإصدار
كان قد تم تأجيل إصدار الألبوم عدة مرات، وقد كان مقرراً إطلاقه في 17 نوفمبر 2009. في يناير 2010، أعلنت لافين أنه قد تم تصوير غلاف الألبوم، وأنه سيتم إصدار أول أغنية منفردة من الألبوم في الشهر التالي متبوعاً بالألبوم في الشهر الذي يليه.

## الموضوعات
يدور الألبوم حول ضيق الصدر والتحسر، والذي يدل على تأثر لافين في ألبومها بانفصالها عن زوجها ديريك ويبلي؛ حيث أنهما قد انفصلا قبل تسجيل الألبوم. لكن لافين نفسها قد وصفت الألبوم بأنه عن كيفيه المرور من التجارب الصعبة والاستفادة منها أياً كانت وليس الانفصال فقط.

## النقد
تلقى الألبوم ردود فعل متباينة من صحافة الموسيقى؛ حيث حصل على علامة 58/100 من ميتاكريتيك.
روبرت إيفرت جرين، أحد كتاب جريدة ذا غلوب آند ميل الكندية، وصف الألبوم بأنه يحتوي على القليل الذي يأسر آذان المستمعين، وأنه عبارة عن بوب صناعي، قصير المدى في اختراع وتكوين المعاني.
على النقيض من ذلك، وصف روبرت كوبسي من مجلة ديجيتال سباي الألبوم بأنه قد جمع بين صفات تسجيلاتها الثلاث الأخيرة: هموم لت غو، وعاطفة أندر ماي سكين، وبوب أفضل شيء ملعون.

## الأداء التجاري
بيعت أكثر من مليوني نسخة حول العالم من الألبوم، وقد احتل المركز التاسع والثلاثين ضمن الأكثر مبيعاً حول العالم.

### الولايات المتحدة
بدأ الألبوم على بيلبورد 200 في المركز الرابع، بمبيعات أكثر من 87 ألف نسخة في أول أسبوع. لكنه هبط إلى المركز السابع في الأسبوع الثاني بمبيعات أكثر من 32 ألف نسخة. في الأسبوع التالي، هبط الألبوم إلى المركز الرابع والعشرين. بقى الألبوم على بيلبورد 200 لمدة 26 أسبوعاً.

### المملكة المتحدة
بدأ الألبوم في المملكة المتحدة في المركز التاسع على ألبومز تشارت، وبقي لمدة 9 أسابيع فقط.

### اليابان
في 10 مارس 2011، بدأ الألبوم في المركز الثاني على أوريكون، بمبيعات بلغت 130 ألف نسخة في أول أسبوع. وهو الأعلى في أي بلد للألبوم.

### كندا
بدأ الألبوم في المركز الثاني، بمبيعات بلغت 13 ألف نسخة.

### أستراليا
تصدر الألبوم على آريا تشارتز في أسبوعه الأول، وهو ألبوم لافين الثالث الذي يتصدر المخطط.

### البرتغال
احتل الألبوم في أسبوعه الأول المركز الخامس، ليكون الأفضل للافين على المخططات منذ أندر ماي سكين.

### إسبانيا
احتل الألبوم في أسبوعه الأول المركز الرابع، وهو الأفضل للافين في كل الأوقات في إسبانيا.

## الترويج
ظهرت لافين في الكثير من البرامج التليفزيونية للترويج للألبوم، مثل توداي في 8 مارس 2011، وذا فيو في 9 مارس 2011، وذا تونايت شو مع جاي لينو في 14 مارس 2011، وجيمي كيميل مباشر في 15 مارس 2011، وتشيلسي ليتلي في 21 مارس 2011، وقد غنت فيهم جميعاً أغنيتها المنفردة وات ذا هيل. سافرت لافين إلى أستراليا وغنت هناك أيضاً، كما سافرت إلى المملكة المتحدة وغنت على راديو 1 لبي بي سي أغنيتها وات ذا هيل.

### ذا بلاك ستار تور

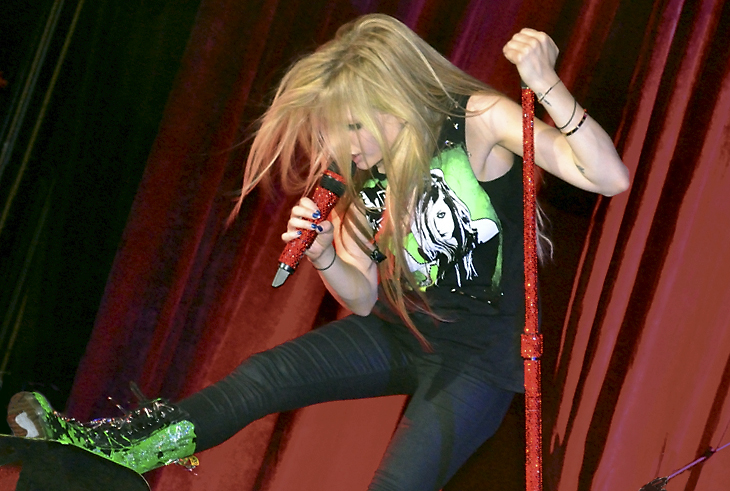
آفريل لافين تغني في بيلو هوريزونتي في أغسطس 2011 ضمن ذا بلاك ستار تور

للترويج أكثر للألبوم، قامت لافين بجولة حول العالم بدأت في أبريل 2011 في آسيا وانتهت في فبراير 2012. كانت زيارتها لصنرايز في مركز بانك أتلانتك أكثر الجولات عائداً ربحياً بقيمة $2,320,730.

## قائمة التسجيلات
| 1.            | "بلاك ستار"        | ديريك ويبلي         | 1:34  |       |       |       |       |       |       |       |       |       |
| 2.            | "وات ذا هيل"       | ماكس مارتن • شيلباك | 3:40  |       |       |       |       |       |       |       |       |       |
| 3.            | "بوش"              | ديريك ويبلي         | 3:01  |       |       |       |       |       |       |       |       |       |
| 4.            | "ويش يو وير هير"   | ماكس مارتن • شيلباك | 3:45  |       |       |       |       |       |       |       |       |       |
| 5.            | "سمايل"            | ماكس مارتن • شيلباك | 3:29  |       |       |       |       |       |       |       |       |       |
| 6.            | "ستوب ستاندنغ ذير" | بوتش ووكر           | 3:27  |       |       |       |       |       |       |       |       |       |
| 7.            | "آي لوف يو"        | ماكس مارتن • شيلباك | 4:01  |       |       |       |       |       |       |       |       |       |
| 8.            | "إيفريبودي هرتس"   | ديريك ويبلي         | 3:41  |       |       |       |       |       |       |       |       |       |
| 9.            | "نوت إينوف"        | ويبلي               | 4:18  |       |       |       |       |       |       |       |       |       |
| 10.           | "فور ريال"         | لافين               | 3:28  |       |       |       |       |       |       |       |       |       |
| 11.           | "دارلن"            | ويبلي               | 3:50  |       |       |       |       |       |       |       |       |       |
| 12.           | "ريميمبر وين"      | ويبلي               | 3:29  |       |       |       |       |       |       |       |       |       |
| 13.           | "غودباي"           | لافين               | 4:29  |       |       |       |       |       |       |       |       |       |
| المدة الكلية: | المدة الكلية:      | المدة الكلية:       | 52:20 | 52:20 | 52:20 | 52:20 | 52:20 | 52:20 | 52:20 | 52:20 | 52:20 | 52:20 |

## الجوائز
| السنة | حفل التوزيع                    | الجائزة         |
| ----- | ------------------------------ | --------------- |
| 2011  | جائزة القرص الذهبي (هونغ كونغ) | أفضل 10 ألبومات |
| 2012  | جائزة القرص الذهبي (اليابان)   | أفضل 3 ألبومات  |

## وصلات خارجية
- وداعا للتهليل على موقع ميتاكريتيك (الإنجليزية)
- وداعا للتهليل على موقع أول موفي (الإنجليزية)

- [www.avrillavigne.com موقع آفريل لافين الرسمي]